# Малтабар (Чуйская область)
Малтабар — село в Жайылском районе Чуйской области Кыргызстана. Входит в состав Полтавского аильного округа. Код СОАТЕ — 41708 209 829 02 0.

## Население
| год     | 2009 | 2014 | 2015 |
| ------- | ---- | ---- | ---- |
| человек | 461  | 548  | 524  |